# Kilkis (Regionalbezirk)
Kilkis (griechisch Περιφερειακή Ενότητα Κιλκίς Periferiakí Enótita Kilkís) ist einer der sieben Regionalbezirke der griechischen Region Zentralmakedonien und umfasst die Gemeinden Kilkis und Peonia. Das Gebiet wurde 1934 durch Abspaltung von der Präfektur Thessaloniki als Präfektur gebildet. Mit der Verwaltungsreform von 2010 wurden die Kompetenzen der Präfektur an die Region Zentralmakedonien und die durch Zusammenlegung von zwölf auf zwei reduzierten Gemeinden übertragen; der Regionalbezirk entsendet seither drei Abgeordnete in den zentralmakedonischen Regionalrat, hat darüber hinaus aber keine politische Bedeutung. Einzige größere Stadt des Gebiets mit 24.274 Einwohnern ist die ehemalige Präfekturhauptstadt Kilkis.

## Wirtschaft und Morphologie
Die Wirtschaft der Region hängt fast ausschließlich vom Agrarsektor ab. Die wichtigsten Produkte sind Weizen, Tabak und Baumwolle. Allerdings gewinnt auch die Viehzucht für die Region immer mehr an Bedeutung. Aufgrund der Bodenbeschaffenheit weist die Präfektur im Verhältnis zu anderen Gebieten der Region Makedonien sehr wenig Waldgebiet auf. Die Industrie spielt in der Region eine nur sehr untergeordnete Rolle.

## Verkehr
Die Nationalstraße 1 und die Autobahn 1 (E75) sowie die Nationalstraße 65 führen durch den Regionalbezirk. Darüber hinaus besteht eine Verbindung zu dem mazedonischen Dojran.

## Persönlichkeiten
- Alexandros Karathodoros (1908–1981), Politiker
- Aleksandar Stanishev (1886–1945)
- Christo Makedonski (1834–1916), bulgarisch Revolutionär
- Christo Smirnenski (1898–1923), bulgarischer Schriftsteller und Dichter
- Dimitris Basis
- Goze Deltschew (1872–1903), bulgarisch-makedonischer Revolutionär
- Giorgos Floridis (* 1956), Politiker
- Ioannis Villioglou (1885–1923)
- Kiltidis Kostas, Politiker
- Lazaros Dogiamas
- Michael Sionidis (1870–1935)
- Savvas Tsitouridis, Politiker